# Cantone di Voiteur
Il Cantone di Voiteur era una divisione amministrativa dell'arrondissement di Lons-le-Saunier.
A seguito della riforma approvata con decreto del 17 febbraio 2014, che ha avuto attuazione dopo le elezioni dipartimentali del 2015, è stato soppresso.

## Composizione
Comprendeva i comuni di:
- Baume-les-Messieurs
- Blois-sur-Seille
- Château-Chalon
- Domblans
- Le Fied
- Frontenay
- Granges-sur-Baume
- Ladoye-sur-Seille
- Lavigny
- Le Louverot
- La Marre
- Menétru-le-Vignoble
- Montain
- Nevy-sur-Seille
- Le Pin
- Plainoiseau
- Saint-Germain-lès-Arlay
- Le Vernois
- Voiteur